# Angermühle (Steinwiesen)
Angermühle ist eine Wüstung auf dem Gemeindegebiet des Marktes Steinwiesen im Landkreis Kronach (Oberfranken, Bayern).

## Geographie
Die Einöde lag auf einer Höhe von 367 m ü. NHN am linken Ufer der Rodach nördlich von Steinwiesen.

## Geschichte
Gegen Ende des 18. Jahrhunderts gehörte Angermühle zur Realgemeinde Steinwiesen. Das Hochgericht übte das bambergische Centamt Kronach aus. Die Grundherrschaft über das Anwesen, das zu dieser Zeit als Schneidmühle genutzt wurde, hatte das Kastenamt Kronach inne.
Mit dem Gemeindeedikt wurde Angermühle dem 1808 gebildeten Steuerdistrikt Steinwiesen und der 1818 gebildeten Ruralgemeinde Steinwiesen zugewiesen. Nur im amtlichen Ortsverzeichnis von 1877 wird Angermühle als Gemeindeteil aufgelistet. Das Anwesen war zu dieser Zeit unbewohnt. Auf den topographischen Karten bis 1975 ist der Ort verzeichnet.
Die Angermühle oder „Englesmühle“ war Mitte der 1990er Jahre baufällig und wurde abgebrochen. An ihrer Stelle ist die Ortsstraße An der Angermühle entstanden.

## Religion
Der Ort war ursprünglich katholisch und nach Mariä Geburt (Steinwiesen) gepfarrt.

## Weblink
- Angermühle in der Ortsdatenbank des bavarikon, abgerufen am 20. August 2021.